# تيم ثورنتون
تيم ثورنتون (بالإنجليزية: Tim Thornton)‏ هو قسيس بريطاني، ولد في 14 أبريل 1957.